# Ravda
Ravda (Bulgaars: Равда) is een dorp in de Bulgaarse gemeente Nesebar, oblast Boergas. Ravda ligt hemelsbreed 23 km ten noorden van de provinciehoofdstad Boergas en 355 km ten oosten van Sofia.

## Bevolking
Op 31 december 2020 werden er 3.105 inwoners in het dorp geregistreerd door het Nationaal Statistisch Instituut van Bulgarije, een stijging ten opzichte van de voorafgaande jaren. Tussen 1934 en 2020 is de bevolking van het dorp bijna vervijfvoudigd.
|  |

In het dorp wonen nagenoeg uitsluitend etnische Bulgaren. In 2011 identificeerden 1.931 van de 1.955 respondenten zichzelf als etnische Bulgaren.
| Etnische samenstelling van de respondenten (2011) | Etnische samenstelling van de respondenten (2011) | Etnische samenstelling van de respondenten (2011) | Etnische samenstelling van de respondenten (2011) | Etnische samenstelling van de respondenten (2011) |
| ------------------------------------------------- | ------------------------------------------------- | ------------------------------------------------- | ------------------------------------------------- | ------------------------------------------------- |
|                                                   |                                                   |                                                   |                                                   |                                                   |
| Bulgaren                                          | Bulgaren                                          |                                                   | 98,8%                                             | 98,8%                                             |
| Turken                                            | Turken                                            |                                                   | 0,0%                                              | 0,0%                                              |
| Roma                                              | Roma                                              |                                                   | 0,0%                                              | 0,0%                                              |
| Anders/Onbekend                                   | Anders/Onbekend                                   |                                                   | 1,2%                                              | 1,2%                                              |